# توبي إميريش
توبي إميريش (بالإنجليزية: Toby Emmerich)‏ هو مخرج منفذ وكاتب سيناريو ومنتج أفلام أمريكي، ولد في 8 فبراير 1963 في نيويورك في الولايات المتحدة.

## وصلات خارجية
- توبي إميريش على موقع IMDb (الإنجليزية)
- توبي إميريش على موقع ألو سيني (الفرنسية)
- توبي إميريش على موقع ميوزك برينز (الإنجليزية)
- توبي إميريش على موقع قاعدة بيانات الفيلم (الإنجليزية)